# Koratikere, Arkalgud
Koratikere là một làng thuộc tehsil Arkalgud, huyện Hassan, bang Karnataka, Ấn Độ.